# Chojto-Aga
Chojto-Aga (ros. Островное) – wieś w Rosji, w Kraju Zabajkalskim, w Agińskim Okręgu Buriackim, w rejonie agińskim. W 2010 liczyła 834 mieszkańców.